# Ambasada Rzeczypospolitej Polskiej w Republice Francuskiej z siedzibą w Paryżu

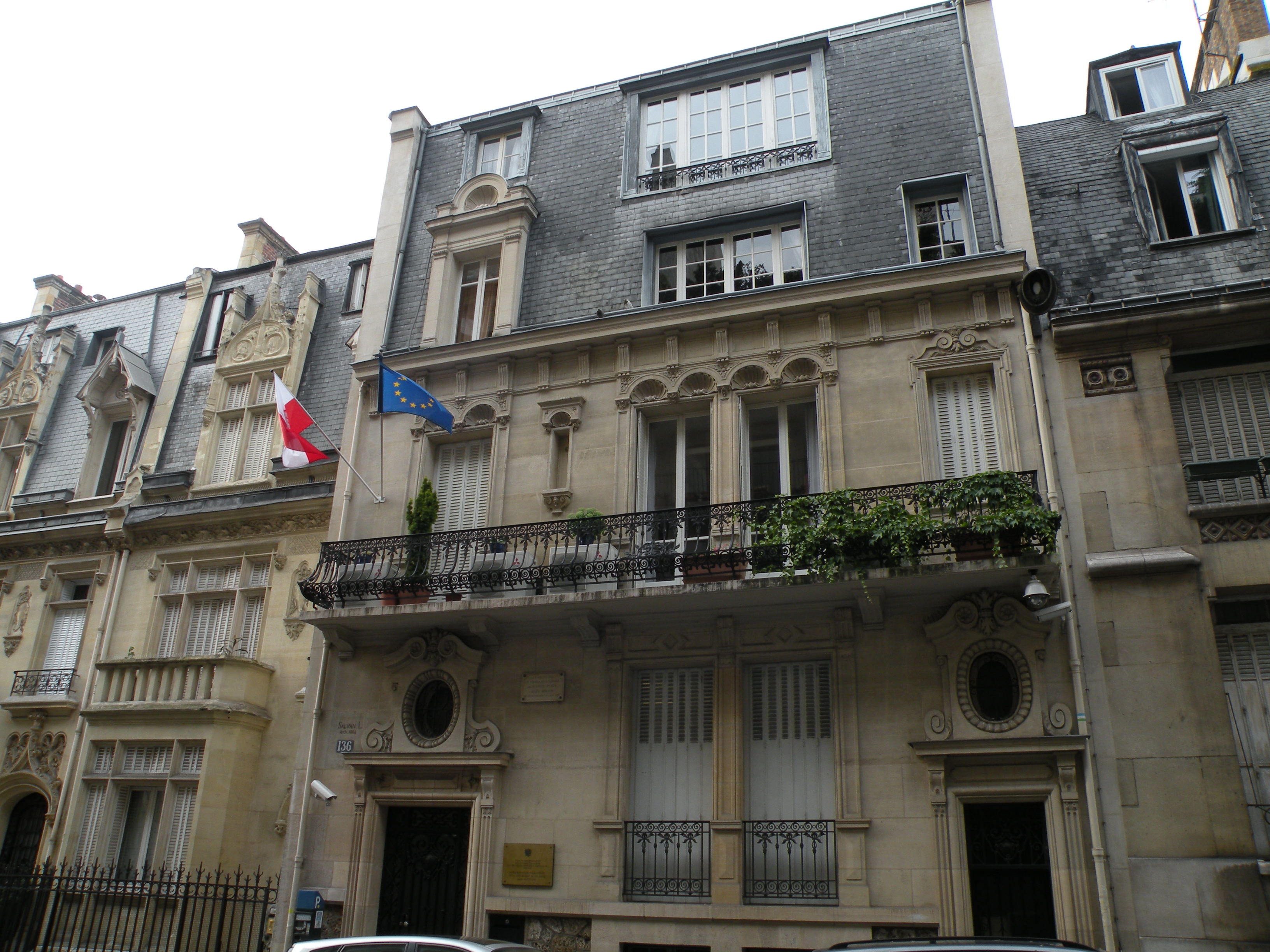
Stałe Przedstawicielstwo RP przy OECD w Paryżu

Ambasada Rzeczypospolitej Polskiej w Republice Francuskiej z siedzibą w Paryżu (fr. Ambassade de la République de Pologne à Paris) – polska misja dyplomatyczna w stolicy Francji położona przy rue de Talleyrand w 7. dzielnicy Paryża.

## Podział organizacyjny
- Wydział Polityczny (fr. Service politique)
- Wydział Ekonomiczny (fr. Service économique), 86 rue de la Faisanderie, F-75016 Paris
- Referat ds. Komunikacji i Dyplomacji Publicznej
- Wydział Administracyjny
- Referat ds. finansowych
- Samodzielne Stanowisko ds. Protokołu Dyplomatycznego
- Wydział Konsularny (fr. Service consulaire), 5 rue de Talleyrand, F-75007 Paris
- Ataszat Obrony (fr. Attaché de défense)
- Referat ds. UNESCO (wcześniej Stałe Przedstawicielstwo RP przy UNESCO), 1, rue Miollis, 75015 Paris
- Instytut Polski (fr. Institut Polonais), 31 rue Jean Goujon, F-75008 Paris

## Siedziba
Historia stosunków dyplomatycznych pomiędzy Polską i Francją sięga XVI wieku.
Po I wojnie światowej w 1919 stosunki dyplomatyczne reaktywowano. Początkowo ambasada mieściła się przy rue de Marignac 12 (1921–), w b. siedzibie Komitetu Narodowego Polskiego (Comité national polonais) przy Avenue Kléber 11-bis (1922), obecnie nie istnieje, przy Quai de Tokyo 12 (1927–1936), lecz musiała ustąpić budowie Palais de Tokyo. Od 1936 siedzibą ambasady RP jest Hôtel de Monaco, nazywany też Hôtel de Sagan, przy rue Saint-Dominique 57. Zbudowany w 1774 według projektu Alexandre-Theodore Brongniarta na zamówienie księżnej Monako Marie-Catherine de Brignole. Pałac został w znacznym stopniu zmodyfikowany podczas monarchii lipcowej. Po rewolucji francuskiej budynek mieścił m.in. ambasady Wielkiej Brytanii, Turcji i Austrii.
W latach 1939–1940 w pałacu rezydował Rząd RP na uchodźstwie, następnie w okresie II wojny światowej niemiecki dom kultury. Po wyzwoleniu ponownie mieści polską ambasadę.
Kilkakrotnie zmieniał siedziby konsulat generalny – mieścił się przy rue Godot de Mauroy 5 w IX dzielnicy (1919–1921), w Hôtel de la Vénerie impériale (Pałac Łowiectwa Cesarskiego) przy rue de Marignan 12 (1921–1923) w VIII dzielnicy, obecnie nie istnieje, przy avenue Theophile Gautier 43 (1923–) w XVI dzielnicy, przy rue Alphonse de Neuville 19 (1927–1936) w XVII dzielnicy, i w Hôtel de M. F. Raibeaux przy rue Jean Goujon 31 (1939) w VIII dzielnicy. Obecnie mieści się w kompleksie ambasady przy rue de Talleyrand 5.
W okresie międzywojennym Polska utrzymywała we Francji sieć placówek konsularnych, m.in. w:
- Agen – agencja konsularna (1939)
- Lille – wicekonsulat (1922), konsulat (1923–1931), konsulat generalny (1931–1939)
- Limoges – agencja kons. (1939)
- Lyon – konsulat (1919–1939)
- Marsylia – konsulat (1919–1920, 1923–1939), konsulat gen. (1939)
- Perigueux – agencja kons. (1939)
- Strasburg – konsulat (1920–1939)
- Tuluza – konsulat (1930–1939)

Po II wojnie światowej:
- Lille – konsulat gen. (1946–)
- Lyon – konsulat (1946)
- Marsylia – konsulat gen. (1946–)
- Metz – agencja kons. (1946–)
- Perigueux – agencja kons. (1946)
- Saint-Étienne – agencja kons. (1946–)
- Strasburg – konsulat (1946–)
- Tuluza – konsulat (1946–)[9]